# Nemania carbonacea
Nemania carbonacea är en svampart som beskrevs av Pouzar 1985. Nemania carbonacea ingår i släktet Nemania och familjen kolkärnsvampar.  Arten är reproducerande i Sverige. Inga underarter finns listade i Catalogue of Life.